# ناظم بلخوجة
ناظم بلخوجة (مواليد 1 فبراير 1990) هو سباح جزائري.

## السيرة
تنافس ناظم بلخوجة في ألعاب التضامن الإسلامي 2013، حيث فاز بالميدالية الفضية في سباق 100 متر سباحة حرة. كما شارك في الألعاب الإفريقية 2015. حيث فاز بالميدالية البرونزية في سباق التتابع الحر 4 × 100 متر للرجال وسباق التتابع الحر 4 × 100 متر مختلط. تنافس كذلك في سباق 50 متر فراشة للرجال في بطولة العالم للألعاب المائية 2017.